# Parker County
Parker County är ett administrativt område i delstaten Texas, USA, med 116 927 invånare (2010). Den administrativa huvudorten (county seat) är Weatherford.

## Geografi
Enligt United States Census Bureau har countyt en total area på 2 357 km². 2 341 km² av den arean är land och 18 km² är vatten.

### Angränsande countyn
- Wise County - norr
- Tarrant County - öster
- Johnson County - sydost
- Hood County - söder
- Palo Pinto County - väster
- Jack County - nordväst